# Orchimont Airport
Orchimont Airport är en flygplats i Belgien.   Den ligger i provinsen Namur och regionen Vallonien, i den södra delen av landet, 110 km söder om huvudstaden Bryssel. Orchimont Airport ligger 389 meter över havet.
Terrängen runt Orchimont Airport är platt åt nordost, men åt sydväst är den kuperad. Närmaste större samhälle är Bièvre, 7,0 km nordost om Orchimont Airport. 
I omgivningarna runt Orchimont Airport växer i huvudsak blandskog. Runt Orchimont Airport är det ganska glesbefolkat, med 28 invånare per kvadratkilometer.